# Лімоне-П'ємонте
Лімоне-П'ємонте (італ. Limone Piemonte, п'єм. Limon) — муніципалітет в Італії, у регіоні П'ємонт,  провінція Кунео.
Лімоне-П'ємонте розташоване на відстані близько 480 км на північний захід від Рима, 100 км на південь від Турина, 21 км на південь від Кунео.
Населення — 1474 особи (2014).
Покровитель — святий Петро in Vincoli.

## Демографія
Населення за роками:

Станом на 1 січня 2023 року в муніципалітеті офіційно проживало 40 іноземців з 20 країн, серед них 16 громадян країн Євросоюзу та 2 громадяни України.

## Сусідні муніципалітети
- Брига-Альта
- Ентраккуе
- Ла-Бриг (Франція)
- Тенда
- Вернанте
- Робіланте
- Роккавьоне
- Борго-Сан-Дальмаццо